# SAKURA Tempesta
SAKURA Tempestaは千葉県を拠点に活動するNPO法人サクラテンペスタに所属するFRCチームである。
FRCというFIRSTの主催するロボコンへ参加している。
2017年の春に創立され、2年連続で世界大会への出場を果たしている。

## 概要
SAKURA Tempestaは主に千葉県の学生で作られた、ロボット作成・大会出場を行うロボコンチームである。
設立者の中嶋はアメリカへの交換留学中に、アメリカのFRCに参加するのチームに参加し、大会に出たのがきっかけで、帰国後日本でも同じようにチームを作り、同じく大会に参加したいと思い、チームが作られた。
2018年、2019年の両年度で、世界大会への出場を果たしている。
また、アウトリーチ活動にも力を入れており、2019年には、FRCの中でも最高権威の賞と言われているChairman’s Awardを受賞している。また。2021年1月にNPO法人を設立した。

## 沿革
- 2017年春 SAKURA Tempesta設立
- 2018年3月 ハワイ地区大会に出場し、新人賞を受賞[2]
- 2018年4月 デトロイト世界大会にて、新人栄誉賞を受賞[2]
- 2019年3月 ハワイ地区大会に出場し、Chairman’s Awardを受賞[3]
- 2019年4月 デトロイト世界大会に出場[3]
- 2020年3月 アイオワ地区大会へ出場決定[4]
- 2021年1月 NPO法人を設立

## チームミッション
SAKURA Tempestaは以下の内容をチームミッションとして掲げている。
環境の整備
・より多くの人々に対し、それぞれの家庭状況やどんな人であるかに関わらずエンジニアリングを学ぶ機会を提供します。
FRCの普及
・FRCに参加することで多くの人々、特に若い女性、高校生、子供たちにSTEMに興味を持ってもらえるように勇気づけ、実際に彼らがその思いを実行できる世の中にします。
日本での地区大会の開催
・今現在3つしかない日本のFRCチームを増やし、かつ台湾、韓国、中国を始めとした近隣アジア諸国のFRCチームを誘致することで、英語で行われるJapan Regionalの開催を目指します。